# ماري ليند كرايغ
ماري ليند كرايغ (بالإنجليزية: Mary Lynde Craig)‏ هي كاتِبة ومُدرسة أمريكية، ولدت في 24 مارس 1834 في سبرينغفيلد في الولايات المتحدة، وتوفيت في 20 يونيو 1921 في سان فرانسيسكو في الولايات المتحدة.